# Rodenbeck
Rodenbeck ist ein Stadtbezirk der Stadt Minden in Nordrhein-Westfalen. Er liegt südlich und südwestlich der Innenstadt.

## Lage
Rodenbeck liegt südwestlich des Stadtzentrums von Minden. Es ist eine typische Vorortsiedlung mit eigener Versorgungsstruktur. Durch den Ortsteil fließt die Bastau. Westlich schließen sich die sogenannten Mindener Wiesen an, die Bestandteil eines Landschaftsschutzgebietes sind und zudem für die Wiederansiedlung von Störchen genutzt werden.

## Geschichte
Minden erhält Rodenbeck am 19. Mai 1280 von Bischof Volquin zum Eigentum übertragen. Das Industriegebiet in Minden-Rodenbeck stellt heute einen wichtigen Bestandteil Mindens dar.
Die Ev. Kirche St. Thomas (filia von St. Simeonis) wurde am 3. Mai 1964 geweiht.
Der Stadtteil ist zum einen geprägt durch Siedlungshäuser aus den 1940er Jahren sowie andererseits durch Mehrfamilienhäuser, die nach dem Zweiten Weltkrieg errichtet wurden.